# Cylindromyia scapularis
Cylindromyia scapularis är en tvåvingeart som först beskrevs av Friedrich Hermann Loew 1845.  Cylindromyia scapularis ingår i släktet Cylindromyia och familjen parasitflugor. Inga underarter finns listade i Catalogue of Life.